# Herod III
Herod III, w literaturze występuje też jako Herod bez Ziemi, Herod z Rzymu, Herod Boethos, a także Herod Filip lub szczegółowiej Herod Filip I (ur. ok. 28 p.n.e., zm. w I wieku) – jeden z synów Heroda Wielkiego, pierwszy mąż Herodiady, ojciec Salome III.
Był synem Heroda Wielkiego i jego żony Mariamme II, córki arcykapłana Szymona syna Boetosa. Około 7 p.n.e. został zaręczony ze swoją bratanicą Herodiadą. Początkowo ojciec przewidział go na swojego następcę na wypadek śmierci innego syna – Antypatra. Gdy jednak Antypater zawiązał spisek przeciwko ojcu, w który została zamieszana też Mariamme II, Herod Wielki oddalił żonę, a ich syna wykreślił z testamentu.
Po śmierci ojca w 4 p.n.e. żył jako człowiek prywatny. Mieszkał przypuszczalnie w Rzymie, chociaż niektórzy badacze dopuszczają możliwość, że dom Heroda znajdował się w jednym z palestyńskich portów (wskazuje się hipotetycznie Azotus).
Około 1 p.n.e. poślubił Herodiadę. Miał z nią córkę Salome III. Później Herodiada opuściła swojego męża i między jesienią 27 a wiosną 30 roku poślubiła jego brata, a swojego stryja i szwagra – Heroda Antypasa, tetrarchę Galilei i Perei.
Istnieje hipoteza, że Herodiada po opuszczeniu Heroda III poślubiła jego innego brata – Filipa, tetrarchę Batanei, Gaulanitydy, Trachonu i Paneas, a dopiero po jego śmierci Heroda Antypasa. Teoria jest ta oparta na tym, że Ewangelia Mateusza (14,3) i Ewangelia Marka (6,17) nazywają pierwszego męża Herodiady Filipem. Teoria o trzech małżeństwach Herodiady nie cieszy się popularnością w literaturze.
Istnieje możliwość, że mógł być jednym z czterech synów Heroda Wielkiego, którzy interweniowali u Poncjusza Piłata, prefekta Judei, w czasie epizodu z tarczami.
Pojawił się m.in. w powieści Poncjusz Piłat Paula L. Maiera.